# Гаронци (Верона)
Гаронци је насеље у Италији у округу Верона, региону Венето.
Према процени из 2011. у насељу је живело 82 становника. Насеље се налази на надморској висини од 778 м.